# Tour de Langkawi 2013
La 18e édition du Tour de Langkawi a eu lieu du 21 février au 2 mars 2013. Elle fait partie du calendrier UCI Asia Tour 2013 en catégorie 2.HC.

## Présentation

### Équipes
Classé en catégorie 2.HC de l'UCI Asia Tour, le Tour de Langkawi est par conséquent ouvert aux UCI ProTeams dans la limite de 50 % des équipes participantes, aux équipes continentales professionnelles, aux équipes continentales et à des équipes nationales.
22 équipes participent à ce Tour de Langkawi - 5 ProTeams, 6 équipes continentales professionnelles, 9 équipes continentales et 2 équipes nationales :
| Nom de l'équipe         | Pays       | Code |
| ----------------------- | ---------- | ---- |
| Astana                  | Kazakhstan | AST  |
| Blanco                  | Pays-Bas   | BLA  |
| Garmin-Sharp            | États-Unis | GRS  |
| Omega Pharma-Quick Step | Belgique   | OPQ  |
| Orica-GreenEDGE         | Australie  | OGE  |

| Nom de l'équipe              | Pays           | Code |
| ---------------------------- | -------------- | ---- |
| Androni Giocattoli-Venezuela | Italie         | AND  |
| Champion System              | Chine          | CSS  |
| Europcar                     | France         | EUC  |
| MTN-Qhubeka                  | Afrique du Sud | MTN  |
| UnitedHealthcare             | États-Unis     | UHC  |
| Vini Fantini-Selle Italia    | Italie         | VIN  |

| Nom de l'équipe            | Pays           | Code |
| -------------------------- | -------------- | ---- |
| Aisan Racing               | Japon          | AIS  |
| Hengxiang                  | Chine          | HEN  |
| KSPO                       | Corée du Sud   | KSP  |
| Nippo-De Rosa              | Japon          | PPO  |
| OCBC Singapore Continental | Singapour      | TSI  |
| RTS Racing                 | Taipei chinois | RTS  |
| Synergy Baku Project       | Azerbaïdjan    | BCP  |
| Tabriz Petrochemical       | Iran           | TPT  |
| Terengganu                 | Malaisie       | TSG  |

| Nom de l'équipe              | Pays      | Code |
| ---------------------------- | --------- | ---- |
| Équipe nationale d'Indonésie | Indonésie | INA  |
| Équipe nationale de Malaisie | Malaisie  | MAS  |

## Étapes
| Étape     | Date       | Villes étapes                         |  | Distance (km) | Vainqueur d’étape | Leader du classement général |
| --------- | ---------- | ------------------------------------- |  | ------------- | ----------------- | ---------------------------- |
| 1re étape | 21 février | Kangar - Kulim (en)                   |  | 162,7         | Theo Bos          | Theo Bos                     |
| 2e étape  | 22 février | Serdang - Kuala Kangsar               |  | 117,8         | Theo Bos          | Theo Bos                     |
| 3e étape  | 23 février | Sungai Siput (en) - Cameron Highlands |  | 140,7         | Meiyin Wang       | Meiyin Wang                  |
| 4e étape  | 24 février | Tapah (en) - Kapar (en)               |  | 168           | Francesco Chicchi | Meiyin Wang                  |
| 5e étape  | 25 février | Proton, Shah Alam - Genting Highlands |  | 110,3         | Julián Arredondo  | Julián Arredondo             |
| 6e étape  | 26 février | Mentakab (en) - Kuantan               |  | 217,5         | Tom Leezer        | Julián Arredondo             |
| 7e étape  | 27 février | Kuantan - Dungun                      |  | 149,8         | Andrea Guardini   | Julián Arredondo             |
| 8e étape  | 28 février | Kuala Terengganu - Tanah Merah        |  | 164.5         | Bryan Coquard     | Julián Arredondo             |
| 9e étape  | 1er mars   | Pasir Putih - Kuala Berang (en)       |  | 123,6         | Bryan Coquard     | Julián Arredondo             |
| 10e étape | 2 mars     | Tasik Kenyir - Kuala Terengganu       |  | 114,8         | Francesco Chicchi | Julián Arredondo             |

## Déroulement de la course

### 1reétape
|   | Coureur         | Équipe           |    | Temps           |
| - | --------------- | ---------------- | -- | --------------- |
| 1 | Theo Bos        | Blanco           | en | 4 h 00 min 17 s |
| 2 | Bryan Coquard   | Europcar         | +  | m.t             |
| 3 | Andrea Guardini | Astana           |    | m.t             |
| 4 | Steele Von Hoff | Garmin-Sharp     |    | m.t             |
| 5 | Jake Keough     | UnitedHealthcare |    | m.t             |

|   | Coureur         | Équipe                     |    | Temps           |
| - | --------------- | -------------------------- | -- | --------------- |
| 1 | Theo Bos        | Blanco                     | en | 4 h 00 min 07 s |
| 2 | Meiyin Wang     | Hengxiang                  | +  | 1 s             |
| 3 | Bryan Coquard   | Europcar                   |    | 4 s             |
| 4 | Andrea Guardini | Astana                     |    | 6 s             |
| 5 | Junrong Ho      | OCBC Singapore Continental |    | 6 s             |

### 2eétape
|   | Coureur         | Équipe                  |    | Temps           |
| - | --------------- | ----------------------- | -- | --------------- |
| 1 | Theo Bos        | Blanco                  | en | 2 h 54 min 48 s |
| 2 | Andrea Guardini | Astana                  | +  | m.t             |
| 3 | Aidis Kruopis   | Orica-GreenEDGE         |    | m.t             |
| 4 | Bryan Coquard   | Europcar                |    | m.t             |
| 5 | Andrew Fenn     | Omega Pharma-Quick Step |    | m.t             |

|   | Coureur         | Équipe               |    | Temps           |
| - | --------------- | -------------------- | -- | --------------- |
| 1 | Theo Bos        | Blanco               | en | 6 h 54 min 45 s |
| 2 | Andrea Guardini | Astana               | +  | 10 s            |
| 3 | Meiyin Wang     | Hengxiang            |    | 11 s            |
| 4 | Bryan Coquard   | Europcar             |    | 14 s            |
| 5 | Anuar Manam     | Synergy Baku Project |    | 14 s            |

### 3eétape
|   | Coureur           | Équipe          |    | Temps           |
| - | ----------------- | --------------- | -- | --------------- |
| 1 | Meiyin Wang       | Hengxiang       | en | 3 h 50 min 01 s |
| 2 | Julián Arredondo  | Nippo-De Rosa   | +  | 2 min 27 s      |
| 3 | Nathan Haas       | Garmin-Sharp    |    | 3 min 11 s      |
| 4 | Wesley Sulzberger | Orica-GreenEDGE |    | 3 min 11 s      |
| 5 | Pieter Weening    | Orica-GreenEDGE |    | 3 min 13 s      |

|   | Coureur           | Équipe          |    | Temps            |
| - | ----------------- | --------------- | -- | ---------------- |
| 1 | Meiyin Wang       | Hengxiang       | en | 10 h 44 min 44 s |
| 2 | Julián Arredondo  | Nippo-De Rosa   | +  | 2 min 43 s       |
| 3 | Nathan Haas       | Garmin-Sharp    |    | 3 min 29 s       |
| 4 | Wesley Sulzberger | Orica-GreenEDGE |    | 3 min 33 s       |
| 5 | Chad Beyer        | Champion System |    | 3 min 35 s       |

### 4eétape
|   | Coureur           | Équipe                    |    | Temps           |
| - | ----------------- | ------------------------- | -- | --------------- |
| 1 | Francesco Chicchi | Vini Fantini-Selle Italia | en | 3 h 44 min 22 s |
| 2 | Andrea Guardini   | Astana                    | +  | m.t             |
| 3 | Aidis Kruopis     | Orica-GreenEDGE           |    | m.t             |
| 4 | Raymond Kreder    | Garmin-Sharp              |    | m.t             |
| 5 | Andrew Fenn       | Omega Pharma-Quick Step   |    | m.t             |

|   | Coureur            | Équipe          |    | Temps            |
| - | ------------------ | --------------- | -- | ---------------- |
| 1 | Meiyin Wang        | Hengxiang       | en | 14 h 29 min 06 s |
| 2 | Julián Arredondo   | Nippo-De Rosa   | +  | 2 min 43 s       |
| 3 | Nathan Haas        | Garmin-Sharp    |    | 3 min 29 s       |
| 4 | Wesley Sulzberger  | Orica-GreenEDGE |    | 3 min 33 s       |
| 5 | Dennis van Niekerk | MTN-Qhubeka     |    | 3 min 35 s       |

### 5eétape
|   | Coureur          | Équipe          |    | Temps           |
| - | ---------------- | --------------- | -- | --------------- |
| 1 | Julián Arredondo | Nippo-De Rosa   | en | 3 h 11 min 41 s |
| 2 | Pieter Weening   | Orica-GreenEDGE | +  | 26 s            |
| 3 | Víctor Niño      | RTS Racing      |    | 44 s            |
| 4 | Sergio Pardilla  | MTN-Qhubeka     |    | 1 min 05 s      |
| 5 | Peter Stetina    | Garmin-Sharp    |    | 1 min 28 s      |

|   | Coureur          | Équipe          |    | Temps            |
| - | ---------------- | --------------- | -- | ---------------- |
| 1 | Julián Arredondo | Nippo-De Rosa   | en | 17 h 43 min 20 s |
| 2 | Pieter Weening   | Orica-GreenEDGE | +  | 1 min 22 s       |
| 3 | Sergio Pardilla  | MTN-Qhubeka     |    | 2 min 10 s       |
| 4 | Peter Stetina    | Garmin-Sharp    |    | 2 min 33 s       |
| 5 | Meiyin Wang      | Hengxiang       |    | 2 min 40 s       |

### 6eétape
|   | Coureur           | Équipe                       |    | Temps           |
| - | ----------------- | ---------------------------- | -- | --------------- |
| 1 | Tom Leezer        | Blanco                       | en | 4 h 33 min 42 s |
| 2 | Jung Ji-min       | KSPO                         | +  | 27 s            |
| 3 | Michał Gołaś      | Omega Pharma-Quick Step      |    | 35 s            |
| 4 | Jackson Rodríguez | Androni Giocattoli-Venezuela |    | 35 s            |
| 5 | Travis Meyer      | Orica-GreenEDGE              |    | 35 s            |

|   | Coureur          | Équipe          |    | Temps            |
| - | ---------------- | --------------- | -- | ---------------- |
| 1 | Julián Arredondo | Nippo-De Rosa   | en | 22 h 17 min 48 s |
| 2 | Pieter Weening   | Orica-GreenEDGE | +  | 1 min 16 s       |
| 3 | Sergio Pardilla  | MTN-Qhubeka     |    | 2 min 10 s       |
| 4 | Peter Stetina    | Garmin-Sharp    |    | 2 min 32 s       |
| 5 | Meiyin Wang      | Hengxiang       |    | 2 min 40 s       |

### 7eétape
|   | Coureur           | Équipe                    |    | Temps           |
| - | ----------------- | ------------------------- | -- | --------------- |
| 1 | Andrea Guardini   | Astana                    | en | 3 h 37 min 17 s |
| 2 | Francesco Chicchi | Vini Fantini-Selle Italia | +  | m.t             |
| 3 | Aidis Kruopis     | Orica-GreenEDGE           |    | m.t             |
| 4 | Allan Davis       | Orica-GreenEDGE           |    | m.t             |
| 5 | Andrew Fenn       | Omega Pharma-Quick Step   |    | m.t             |

|   | Coureur          | Équipe          |    | Temps            |
| - | ---------------- | --------------- | -- | ---------------- |
| 1 | Julián Arredondo | Nippo-De Rosa   | en | 25 h 55 min 05 s |
| 2 | Pieter Weening   | Orica-GreenEDGE | +  | 1 min 15 s       |
| 3 | Sergio Pardilla  | MTN-Qhubeka     |    | 2 min 10 s       |
| 4 | Peter Stetina    | Garmin-Sharp    |    | 2 min 32 s       |
| 5 | Meiyin Wang      | Hengxiang       |    | 2 min 40 s       |

### 8eétape
|   | Coureur           | Équipe                    |    | Temps           |
| - | ----------------- | ------------------------- | -- | --------------- |
| 1 | Bryan Coquard     | Europcar                  | en | 3 h 36 min 47 s |
| 2 | Andrew Fenn       | Omega Pharma-Quick Step   | +  | m.t             |
| 3 | Francesco Chicchi | Vini Fantini-Selle Italia |    | m.t             |
| 4 | Andrea Guardini   | Astana                    |    | m.t             |
| 5 | Rico Rogers       | Synergy Baku Project      |    | m.t             |

|   | Coureur          | Équipe          |    | Temps            |
| - | ---------------- | --------------- | -- | ---------------- |
| 1 | Julián Arredondo | Nippo-De Rosa   | en | 29 h 31 min 52 s |
| 2 | Pieter Weening   | Orica-GreenEDGE | +  | 1 min 15 s       |
| 3 | Sergio Pardilla  | MTN-Qhubeka     |    | 2 min 10 s       |
| 4 | Peter Stetina    | Garmin-Sharp    |    | 2 min 32 s       |
| 5 | Meiyin Wang      | Hengxiang       |    | 2 min 40 s       |

### 9eétape
|   | Coureur           | Équipe                    |    | Temps           |
| - | ----------------- | ------------------------- | -- | --------------- |
| 1 | Bryan Coquard     | Europcar                  | en | 2 h 42 min 11 s |
| 2 | Francesco Chicchi | Vini Fantini-Selle Italia | +  | m.t             |
| 3 | Allan Davis       | Orica-GreenEDGE           |    | m.t             |
| 4 | Raymond Kreder    | Garmin-Sharp              |    | m.t             |
| 5 | Fabian Schnaidt   | Champion System           |    | m.t             |

|   | Coureur          | Équipe          |    | Temps            |
| - | ---------------- | --------------- | -- | ---------------- |
| 1 | Julián Arredondo | Nippo-De Rosa   | en | 32 h 14 min 03 s |
| 2 | Pieter Weening   | Orica-GreenEDGE | +  | 1 min 15 s       |
| 3 | Sergio Pardilla  | MTN-Qhubeka     |    | 2 min 10 s       |
| 4 | Peter Stetina    | Garmin-Sharp    |    | 2 min 32 s       |
| 5 | Meiyin Wang      | Hengxiang       |    | 2 min 40 s       |

### 10eétape
|   | Coureur           | Équipe                    |    | Temps           |
| - | ----------------- | ------------------------- | -- | --------------- |
| 1 | Francesco Chicchi | Vini Fantini-Selle Italia | en | 2 h 39 min 04 s |
| 2 | Rico Rogers       | Synergy Baku Project      | +  | m.t             |
| 3 | Graeme Brown      | Blanco                    |    | m.t             |
| 4 | Allan Davis       | Orica-GreenEDGE           |    | m.t             |
| 5 | Andrew Fenn       | Omega Pharma-Quick Step   |    | m.t             |

|   | Coureur          | Équipe          |    | Temps            |
| - | ---------------- | --------------- | -- | ---------------- |
| 1 | Julián Arredondo | Nippo-De Rosa   | en | 34 h 53 min 07 s |
| 2 | Pieter Weening   | Orica-GreenEDGE | +  | 1 min 15 s       |
| 3 | Sergio Pardilla  | MTN-Qhubeka     |    | 2 min 10 s       |
| 4 | Peter Stetina    | Garmin-Sharp    |    | 2 min 30 s       |
| 5 | Meiyin Wang      | Hengxiang       |    | 2 min 40 s       |

## Classements finals

### Classement général
|    | Cycliste          | Pays       | Équipe               |    | Temps            |
| -- | ----------------- | ---------- | -------------------- | -- | ---------------- |
| 1  | Julián Arredondo  | Colombie   | Nippo-De Rosa        | en | 34 h 53 min 07 s |
| 2  | Pieter Weening    | Pays-Bas   | Orica-GreenEDGE      | +  | 1 min 15 s       |
| 3  | Sergio Pardilla   | Espagne    | MTN-Qhubeka          |    | 2 min 10 s       |
| 4  | Peter Stetina     | États-Unis | Garmin-Sharp         |    | 2 min 30 s       |
| 5  | Meiyin Wang       | Chine      | Hengxiang            |    | 2 min 40 s       |
| 6  | Nathan Haas       | Australie  | Garmin-Sharp         |    | 2 min 43 s       |
| 7  | Fortunato Baliani | Italie     | Nippo-De Rosa        |    | 2 min 49 s       |
| 8  | John Ebsen        | Danemark   | Synergy Baku Project |    | 2 min 55 s       |
| 9  | Tsgabu Grmay      | Éthiopie   | MTN-Qhubeka          |    | 2 min 58 s       |
| 10 | Amir Kolahdozhagh | Iran       | Tabriz Petrochemical |    | 2 min 58 s       |

### Classements annexes
|   | Cycliste          | Équipe                    | Points |
| - | ----------------- | ------------------------- | ------ |
| 1 | Francesco Chicchi | Vini Fantini-Selle Italia | 96     |
| 2 | Andrea Guardini   | Astana                    | 89     |
| 3 | Anuar Manam       | Synergy Baku Project      | 76     |

|   | Cycliste         | Équipe          | Points |
| - | ---------------- | --------------- | ------ |
| 1 | Meiyin Wang      | Hengxiang       | 48     |
| 2 | Julián Arredondo | Nippo-De Rosa   | 45     |
| 3 | Pieter Weening   | Orica-GreenEDGE | 32     |

|   | Cycliste          | Équipe               |    | Temps           |
| - | ----------------- | -------------------- | -- | --------------- |
| 1 | Meiyin Wang       | Hengxiang            | en | 3 h 55 min 47 s |
| 2 | Amir Kolahdozhagh | Tabriz Petrochemical | +  | 18 s            |
| 3 | Ghader Mizbani    | Tabriz Petrochemical |    | 58 s            |

|   | Équipe                       | Pays           |    | Temps             |
| - | ---------------------------- | -------------- | -- | ----------------- |
| 1 | MTN-Qhubeka                  | Afrique du Sud | en | 104 h 48 min 19 s |
| 2 | Tabriz Petrochemical         | Iran           | +  | 9 min 00 s        |
| 3 | Androni Giocattoli-Venezuela | Italie         |    | 13 min 00 s       |

## Évolution des classements
| Étape              | Vainqueur          | Classement général | Classement par points | Classement de la montagne | Classement du meilleur Asiatique | Classement par équipes |
| ------------------ | ------------------ | ------------------ | --------------------- | ------------------------- | -------------------------------- | ---------------------- |
| 1                  | Theo Bos           | Theo Bos           | Theo Bos              | Meiyin Wang               | Meiyin Wang                      | UnitedHealthcare       |
| 2                  | Theo Bos           | Theo Bos           | Theo Bos              | Joon Yong Seo             | Meiyin Wang                      | Garmin-Sharp           |
| 3                  | Meiyin Wang        | Meiyin Wang        | Meiyin Wang           | Meiyin Wang               | Meiyin Wang                      | MTN-Qhubeka            |
| 4                  | Francesco Chicchi  | Meiyin Wang        | Andrea Guardini       | Meiyin Wang               | Meiyin Wang                      | MTN-Qhubeka            |
| 5                  | Julián Arredondo   | Julián Arredondo   | Andrea Guardini       | Julián Arredondo          | Meiyin Wang                      | MTN-Qhubeka            |
| 6                  | Tom Leezer         | Julián Arredondo   | Andrea Guardini       | Meiyin Wang               | Meiyin Wang                      | MTN-Qhubeka            |
| 7                  | Andrea Guardini    | Julián Arredondo   | Andrea Guardini       | Meiyin Wang               | Meiyin Wang                      | MTN-Qhubeka            |
| 8                  | Bryan Coquard      | Julián Arredondo   | Andrea Guardini       | Meiyin Wang               | Meiyin Wang                      | MTN-Qhubeka            |
| 9                  | Bryan Coquard      | Julián Arredondo   | Andrea Guardini       | Meiyin Wang               | Meiyin Wang                      | MTN-Qhubeka            |
| 10                 | Francesco Chicchi  | Julián Arredondo   | Francesco Chicchi     | Meiyin Wang               | Meiyin Wang                      | MTN-Qhubeka            |
| Classements finals | Classements finals | Julián Arredondo   | Francesco Chicchi     | Meiyin Wang               | Meiyin Wang                      | MTN-Qhubeka            |

## Liste des participants
- Liste de départ complète